# Viktor Zuikov
Viktor Zuikov (Tartu, 10 aprile 1962) è un ex schermidore estone, fino al 1991 sovietico, vincitore di una medaglia di bronzo ai campionati europei di scherma.